# Esgueva
L'Esgueva o La Esgueva és un riu que neix al peu de les Peñas de Cervera (Serralada Ibèrica), prop del Monestir de Santo Domingo de Silos, a la província de Burgos (Castella i Lleó) al terme municipal d'Espinosa de Cervera segons uns, de Briongos de Cervera segons d'altres, o millor a ambdós, per unir-se de seguida en un únic curs. Afluent del riu Pisuerga, s'hi uneix a la ciutat de Valladolid. Els seus últims metres van ser desviats al seu pas per Valladolid, per treure'l del centre de la ciutat i unir-lo en un de sol, ja que discorria pel centre històric en diversos ramals.

## Localitats per les quals discorre

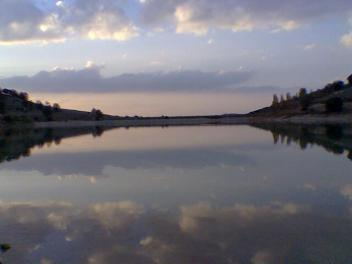
Embassament d'Encinas de Esgueva a la riera Eres.

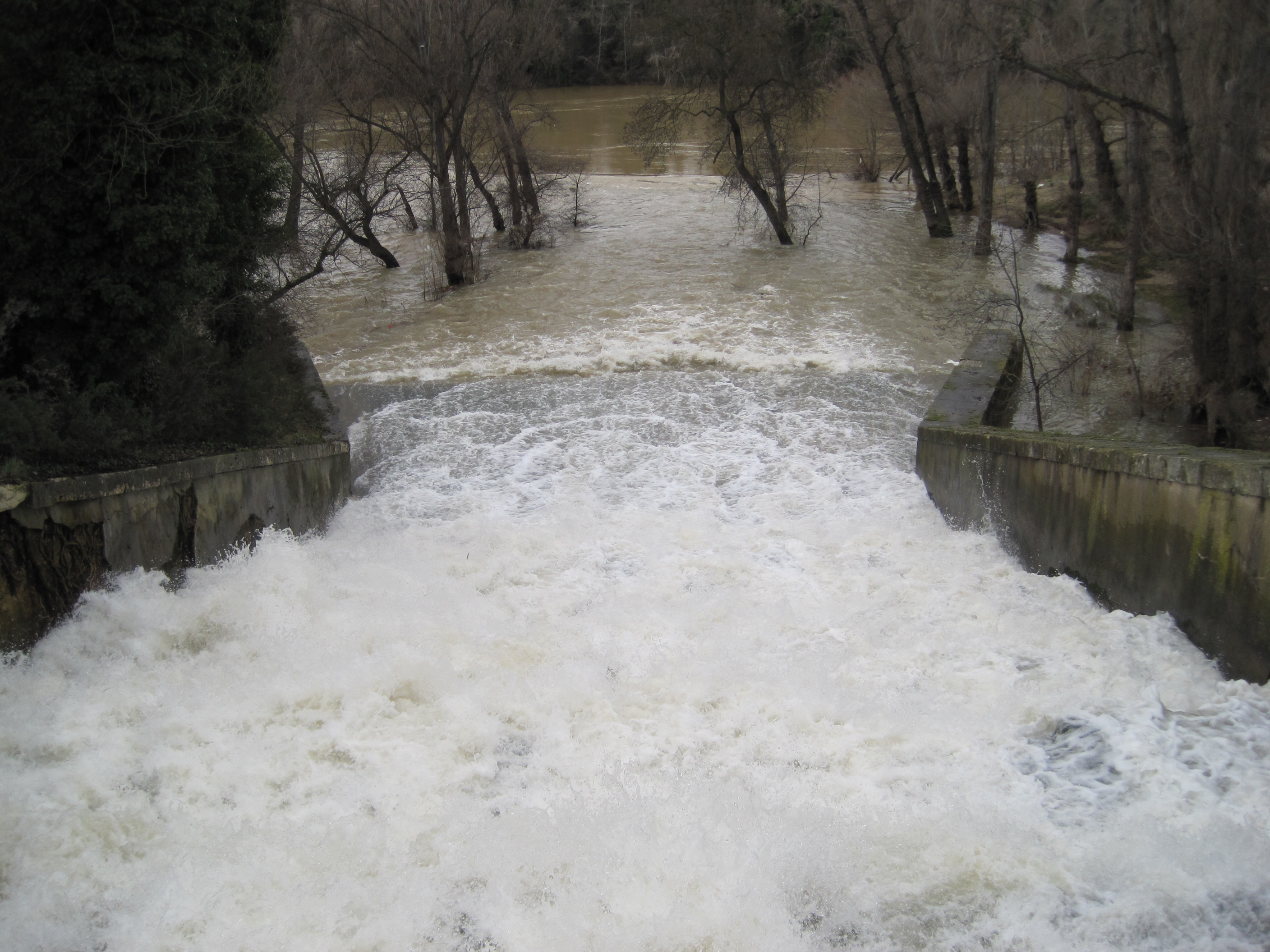
Vista de la cascada que conforma la desembocadura del riu a Valladolid, on s'uneix al Pisuerga.

En el seu recorregut, travessa termes municipals de localitats de tres províncies.
A la província de Burgos: Espinosa de Cervera, Valdeande, Santa María del Mercadillo, Pinilla Trasmonte, Bahabón de Esgueva, Santibáñez de Esgueva, Cabañes de Esgueva, Pinillos de Esgueva, Terradillos de Esgueva, Villatuelda, Torresandino, Villovela de Esgueva i Tórtoles de Esgueva.
Diversos municipis burgalesos regats pel riu Esgueva pertanyen a la Denominació d'Origen Ribera del Duero: Terradillos de Esgueva, Villatuelda, Valdeande i Tórtoles de Esgueva.
A la Província de Palència: Castrillo de Don Juan.
A la Província de Valladolid: Encinas de Esgueva, Canillas de Esgueva, Fombellida, Torre de Esgueva, Castroverde de Cerrato, Villaco de Esgueva, Amusquillo, Villafuerte de Esgueva, Esguevillas de Esgueva, Piña de Esgueva, Villanueva de los Infantes, Olmos de Esgueva, Villarmentero de Esgueva, Castronuevo de Esgueva, Renedo de Esgueva i Valladolid capital.

## Comarques que travessa
- A la província de Burgos, la comarca es denomina Valle del Esgueva i és una subcomarca de la Ribera del Duero.
- A la província de Valladolid, la comarca es denomina Páramos del Esgueva.

## Patrimoni i turisme
- A la zona burgalesa de la vall de l'Esgueva, hi ha interessants mostres d'art romànic pertanyents a la denominada Escola de l'Esgueva.
- A la zona que correspon a la província de Valladolid, hi ha monuments romànics a Villafuerte de Esgueva i a Piña de Esgueva.
- Poden visitar-se cellers de la DO Ribera del Duero a Terradillos de Esgueva i Villatuelda.
- La vall de l'Esgueva compta amb un sender, el Sender Verd (GR-27), que suposa recórrer 78 km des de Valladolid capital fins a Encinas de Esgueva. Disposa d'un Centre d'Interpretació de la Diputació Provincial de Valladolid a Renedo de Esgueva.
- Centre d'oci i turisme familiar La Vall dels sis sentits a Renedo de Esgueva (Valladolid).